# De Windhond (Zaandam)
De Windhond is een kleine stellingmolen op de Zaanse Schans in de gemeente Zaanstad. Het molentje is gebouwd in 1890 gebouwd door Jan Zwart als verjaarscadeau voor zijn 7-jarige zoon Tijmen. Dit soort molentjes werden vaak gebouwd voor de jeugd, die daarmee een handeltje in biksteen konden drijven. De Windhond is de laatste originele biksteenmolen in de Zaanstreek.
Na omzwervingen via het Blauwe Pad, waar het als lattenpikker functioneerde, en het Mr. Cornelispad, beide in Zaandam is de molen uiteindelijk in 1965 geschonken aan Stichting de Zaanse Schans. De zagerij is toen verdwenen, maar de negen stampers voor biksteen zijn wel meegegaan. In 1980 is er nog een slijpsteentje bijgeplaatst.
De molen heeft de status gemeentelijk monument en is geregeld in bedrijf.